# Lu Night Moves
Lu Night Moves to album skomponowany i wyprodukowany przez Łukasza Lulka. Materiał powstawał w latach 2003-2005, a w 2006 roku został wydany nakładem Blend Records/Rockers Publishing. Płyta jest utrzymana w stylistykach downtempo, nu-jazz, lounge, trip-hop. Zawartość stanowią głównie utwory instrumentalne, wśród zaproszonych wokalistów znaleźli się Roszja, O.S.T.R., Kurnat (Tumbao), Jot oraz Byanca. Album pozostał studyjnym przedsięwzięciem nie doczekując się oprawy koncertowej. Oprócz Night Moves, Lulek wyprodukował płyty Roszja i Lu Przez Ścianę, Sfond Sqnksa Obawa Przed Potem, 2071 (wspólnie z Magierą).

## Lista utworów
1. "Night Moves" - 1:07
2. "Makes Me Better" feat. Kurnat (Tumbao) - 2:58
3. "Jazzy Flava" feat. Byanca - 3:25
4. "The Beatdown" - 3:25
5. "Ooh Lord" - 3:38
6. "Evening Groove" - 4:01
7. "Znam takie miejsce" - 0:37
8. "Miasto Grzechu" feat. Byanca, Roszja, Jot - 3:50
9. "Help Wanted" - 2:13
10. "Sole Trip" - 2:30
11. "Outmove" - 2:39
12. "Ze Wschodu Na Zachód" feat. O.S.T.R (ukryty track) - 4:44